# Cremastra
Cremastra là một chi thực vật có hoa trong họ, Orchidaceae.